# スーパーキティ
スーパーキティ（Super-Kitties）は、アメリカ合衆国のテレビアニメ。2023年1月11日からアメリカのディズニージュニアで放送されている。日本では2023年7月22日からディズニージュニアで放送され、2023年8月5日からディズニー・チャンネルで放送されている。日本語版主題歌は、Sato Kayoが担当。2024年11月5日からDisney+で配信されている。

## ストーリー
架空都市キティデールで遊びに行く子猫のジニー、スパークス、バディ、ビッツィは、街でトラブルがあったとき、困ってる動物たちから救助を要請される。4匹の子猫たちは地下本部でスーパーキティというスーパーヒーローに変身し、泥棒キャットたちが起こす様々な大事件を解決していく。

## キャラクター
ジニー
声 - エマ・バーマン 日 - 橋爪紋佳
スーパーキティのリーダーで「勇敢」担当。ビッツィの姉。ピンクのスーツを纏い、鋭い爪で戦う。
スパークス
声 - ジェコビ・スウェイン 日 - 中田沙奈枝
スーパーキティの「賢さ」担当。バディの兄。紫のスーツを纏い、ホバーボードを始めとする様々な発明品を使いこなす。
バディ
声 - パイパー・ブラウン 日 - おまたかな
スーパーキティの「強さ」担当で、体格は最も大柄。スパークスの弟。橙色のスーツを纏い、丸まって突進する「電撃の毛玉」を得意とする。
ビッツィ
声 - パイパー・ブラウン 日 - さいとうよしえ
スーパーキティの「優しさ」担当。ジニーの妹。水色のスーツを纏い、ビッツィ・ブーツで高速疾走する。

### ヴィラン
泥棒キャット
声 - ジャスティン・グアリーニ 日 - 菅原雅芳
神出鬼没の怪盗。登場する親族も全員泥棒である。
ラボネズ
声 - ルース・ファーデヒルト 日 - 根本圭子
マッドサイエンティストのネズミ。相棒のタコ「オットー」と共に街の平和を乱す。
ミスター・パピーポーズ
声 - ジェームズ・モンロー・アイグルハート
電動ベビーカーを駆る小型犬。ベビーカーのアタッチメントで様々な悪事を働く。
ジャジャ
声 - イザベラ・クロヴェッティ 日 - 清水理沙
美と贅沢をこよなく愛するオウム。部下のインコ「ジャジャ隊」を率いて騒動を巻き起こす。

## エピソード
| #  | 邦題                                                                       | 原題                               | 日本放送日    |
| -- | -------------------------------------------------------------------------- | ---------------------------------- | ------------- |
| 1  | スーパーキティと 毛糸の 大泥棒スーパーキティと 巨大なクツ                  | The Great Yarn CaperGet the Boot   | 2023年7月22日 |
| 2  | スーパーキティと 花火大会スーパーキティと チーズの街                       | Fireworks FrightCheese Trees       | 2023年7月22日 |
| 3  | スーパーキティと 消えた歌声スーパーキティと 黄金のフーフー                 | Silent SurpriseFufu Snafu          | 2023年8月12日 |
| 4  | スーパーキティと スーパー・ファンスーパーキティと 泡だらけの街             | Super-FanBubble Bother             | 2023年8月12日 |
| 5  | スーパーキティと おねむなウッドチャックスーパーキティ 鳥になる             | Groggy GroundhogsGo Birdy          | 2023年8月13日 |
| 6  | スーパーキティと みんなのブルーベリースーパーキティと 雪の日               | Blueberry BonanzaSnow Day          |               |
| 7  | スーパーキティと たくさんのボールスーパーキティと 空飛ぶジャジャ           | Have a BallZsa Zsa Zoom            | 2023年8月20日 |
| 8  | スーパーキティと 消えたミドリーさんスーパーキティと 壊れたピアノ           | Missing Mr. GreeniePiano Problem   |               |
| 9  | スーパーキティと 美味しいおやつの車スーパーキティと 赤いレーザー           | Treat Truck TroubleLeapin' Laser   |               |
| 10 | スーパーキティと おもちゃの大事件スーパーキティと 街の明かり               | Toy-TastropheNight Light           |               |
| 11 | スーパーキティと 可愛いバーブルスーパーキティと 特別なぼう                 | Burble BungleSticky Situation      |               |
| 12 | スーパーキティと 宇宙飛行ネコスーパーキティと 空の宝石                     | Lab Rat Lift-OffRockin' Rockhound  |               |
| 13 | スーパーキティと たくさんの穴スーパーキティと タコのロボット               | Hole Lot of TroubleRoboctopus      |               |
| 14 | スーパーキティと ポンゴロンピョンダンススーパーキティと 困ったピクルス     | Bird BopPickle Problem             |               |
| 15 | スーパーキティと 消えたキャットタワースーパーキティと 歌うリスさん         | Cat Tree CaperShowstopper          |               |
| 16 | スーパーキティと スパークス対スパークススーパーキティと 仲良しな二人       | Sparks vs. SparksPoochy Playdate   |               |
| 17 | スーパーキティと 動物の楽器の声スーパーキティと 兄弟喧嘩                   | Voice With No ChoiceBrother Battle |               |
| 18 | スーパーキティと 飛べないスパークススーパーキティと ビッツィの痛いぽんぽん | Lost SparkBitsy Bellyache          |               |
| 19 | スーパーキティと アマラのティアラスーパーキティと 新しいスーツ             | Amara's TiaraFurball Blooper       |               |
| 20 | スーパーキティと オレンジ泥棒スーパーキティと 憧れのバディ                 | Fruit LootBuddy Wanna-Be           |               |
| 21 | スーパーキティと ビッツィがいっぱいスーパーキティと 空飛ぶマシン           | Bundle of BitsiesFrantic Flyer     |               |
| 22 | スーパーキティと ニャロウィーン・キャット                                  | Howloween Cat                      |               |
| 23 | スーパーキティと チーズの竜巻スーパーキティと ピカピカのトロフィー         | CheesenadoTalented Troublemaker    |               |
| 24 | スーパーキティと クリスマスの心                                            | Merry Mousemas                     |               |
| 25 | スーパーキティと 消えたホットドッグスーパーキティと 謎のマジシャン         | Missing Hot DogMysterious Magician |               |
| 26 | スーパーキティと 消えたバレンタインカードスーパーキティと 友情の鈴         | Vanishing ValentinesGolden Gift    |               |
| 27 | スーパーキティと ジャンボネズミスーパーキティと 新しい友達                 | Jumbo RatNew Friend Fiasco         | 2024年8月25日 |
| 28 | スーパーキティと 踊るブタさんスーパーキティと スーパーアシスタント         | Dancing PiggySuper Helpers         | 2024年8月25日 |
| 29 | スーパーキティと 美術館の泥棒スーパーキティと 大きな山                     | Museum MayhemBig Dig               | 2024年8月25日 |
| 30 | スーパーキティと まねっこネコスーパーキティと 望遠鏡の大事件               | Copy HatsTelescope Trouble         | 2024年8月25日 |